# Knik River
Knik River és una concentració de població designada pel cens dels Estats Units a l'estat d'Alaska. Segons el cens del 2000 tenia 582 habitants.

## Demografia
Segons el cens del 2000, Knik River tenia 582 habitants, 216 habitatges, i 147 famílies La densitat de població era de 2,5 habitants/km².
Dels 216 habitatges en un 38,9% hi vivien nens de menys de 18 anys, en un 57,9% hi vivien parelles casades, en un 5,1% dones solteres, i en un 31,5% no eren unitats familiars. En el 24,1% dels habitatges hi vivien persones soles el 4,2% de les quals corresponia a persones de 65 anys o més que vivien soles. El nombre mitjà de persones vivint en cada habitatge era de 2,69 i el nombre mitjà de persones que vivien en cada família era de 3,22.
Per edats la població es repartia de la següent manera: un 31,3% tenia menys de 18 anys, un 5,3% entre 18 i 24, un 35,4% entre 25 i 44, un 23,7% de 45 a 60 i un 4,3% 65 anys o més.
L'edat mediana era de 36 anys. Per cada 100 dones hi havia 108,6 homes. Per cada 100 dones de 18 o més anys hi havia 119,8 homes.
La renda mediana per habitatge era de 55.000 $ i la renda mediana per família de 55.000 $. Els homes tenien una renda mediana de 36.071 $ mentre que les dones 27.143 $. La renda per capita de la població era de 19.104 $. Aproximadament el 19,7% de les famílies i el 15,3% de la població estaven per davall del llindar de pobresa.

## Poblacions més properes
El següent diagrama mostra les poblacions més properes.